# Тритиевая вода
Три́тиевая вода́ (сверхтяжёлая вода) — вода, в молекулах которой атомы протия (лёгкого водорода) замещены атомами трития (тяжёлого радиоактивного изотопа водорода). В чистой форме называется оксидом трития (T2O или 3H2O) или сверхтяжёлой водой.

## Распространение в природе
Тритиевая вода радиотоксична. Природные осадки: дождь и снег содержат тритиевую воду, как результат естественной наработки трития на Земле путем воздействия космических лучей на ядра азота и кислорода в верхних слоях атмосферы. Изотопные модификации воды, в том числе и тритиевая вода, участвуют в атмосферном водяном цикле. Естественная наработка трития в виде тритиевой воды находится в равновесии с его распадом и составляет не более 7 кг на весь земной шар. К природной составляющей добавляются электростанции, вклад которых в наработку трития в атмосфере составляет ~1/7 от природного, то есть 1 кг. Во второй половине XX века количество трития в природе в виде тритиевой воды возросло до сотен килограмм из-за интенсивных испытаний термоядерного оружия (взрыв водородной бомбы мощностью в одну мегатонну добавляет в окружающую среду ~ 2 кг трития, содержащегося в тритиевой воде). После запрета испытаний содержание трития в земной атмосфере (в виде тритиевой воды) снизилось до ~ двух десятков килограммов.

## Физические свойства
Тритиевая вода — бесцветная жидкость.
T2O (тритиевая вода) по физическим свойствам близка к D2O (дейтериевой) и H2O (протиевой) воде, однако физические константы плавно изменяются с увеличением массы изотопных молекул.
Для T2O температура плавления составляет 277,64 К (+4,49 °C), температура кипения +101,52 °C, плотность — 1,21459 г/см³.
ПлотностьT2O значительно больше, чем плотность H2O. T2O также более вязкая, чем D2O. T2O неограниченно смешивается с H2O и D2O . Растворяющая способность тритиевой воды меньше, чем у H2O и D2O.

С замещением атома водорода на дейтерий и тритий температуры плавления и кипения возрастают. На этом свойстве основано разделение различных видов изотопной воды.
Температура плавления, °C H2O (0,00) D2O(3,82) T2O (4,49).
Температура кипения, °C H2O (99,974)D2O (101,42) T2O (~101,6).
Удельная активность сверхтяжёлой воды T2O, в которой имеется 98 % T2, очень высока и составляет 2650 Ки/г, поэтому она применяется редко. С уменьшением количества трития в воде её удельная активность падает.

## Химические свойства
По химическим свойствам тритиевая вода не отличается от H2O и D2O, но все реакции протекают медленнее.
Любое химическое вещество, растворенное в тритиевой воде, как и она сама, будет подвержено радиолизу.
При получении концентрированного трития приходится учитывать его радиоактивность, поэтому в качестве сырья не используют ни тритиевую воду, ни сероводород, содержащие тритий, из-за радиолиза.
Из-за собственной радиоактивности T2O имеет высокую коррозионную активность — при спонтанном бета-распаде трития в 3He происходит выделение атомарного кислорода.
Тритиевая вода, участвуя в метаболизме почти одинаковым образом с обычной водой, обладает высокой радиотоксичностью.

## Получение
Тритиевая вода получается естественным путем в атмосфере, а также, как побочный продукт на атомных электростанциях. Поэтому стоит задача, обратная задаче получения тритиевой воды, стоит задача её утилизации, ведь оксид трития T2O получается путем окисления трития при обычной температуре, без катализатора, вследствие бета -распада (β-распад).
В лабораторных условиях тритиевую воду получают пропусканием газообразного трития над раскаленным CuO.

### Изотопные модификации тритиевой воды
Изотопный обмен T2O с H2O и D2O приводит к образованию различных изотопных модификаций тритиевой воды
- тритий-дейтериевая вода TDO
- тритий-протиевая вода THO[2]

Тритиевая вода (HTO) в следовых количествах содержится в обычной воде, однако распределение её неравномерно. По стабильным изотопам кислорода 16O, 17O и 18O также существуют изотопные разновидности тритиевой воды.

## Применение
Разновидности тритиевой воды HTO, DTO и Т2О применяются в качестве радиоактивных индикаторов влагонепроницаемости вещества.
Тритиевая вода также применяется как меченое соединение для исследования водного обмена. Кроме того, тритиевая вода используется как исходное вещество для синтеза других производных трития и для изотопного обмена атомов водорода.
Пары тритированной воды уже при комнатной температуре путем изотопного обмена водорода, моментально попадают в организм человека, поэтому тритий в форме тритированной воды в 10 000 раз токсичнее, чем в виде молекулярного водорода.
Следует учитывать пути попадания тритиевой воды в организм человека: дыхательные пути, пища, вода, кожа. Увеличение приема жидкости способствует уменьшению внутреннего облучения.
Защите от попадания тритиевой воды в организм человека следует уделять повышенное внимание.